# 實際影響
實際影響（日语：リアルインパクト），是日本純種競賽馬匹。生涯活躍於一哩賽事，曾勝出2011年安田紀念及2015年佐治萊德錦標。

## 出賽前
2008年5月14日出身於北海道安平町北部牧場，成長途中被一口馬主俱樂部Carrot Farm Co. Ltd.負責人手嶋龍一以3000萬日圓購入，並於俱樂部中進行馬主募集
其後交由美浦訓練中心練馬師堀宣行訓練。

## 競賽生涯

### 2歲
2010年10月24日出戰東京競馬場2歲新馬戰，於其中成功衝出並以3馬位優勢輕鬆奪得首勝。
其後出戰京王盃兩歲錦標，選擇居中戰術下再次於直路衝出，然而本次比賽其未能前方外檔的大賽波士，最終以3/4馬位差距落敗。
12月19日出戰朝日盃未來錦標，比賽初段仍然選擇於中團位置追走，然而於直路再次敗於大賽波士，最終以第二完賽。

### 3歲
進入2011年，由於其放草地宮城縣山元町山元訓練中心受到2011年日本東北地方太平洋近海地震的影響損毀，需要轉移陣地之下訓練日程受到阻滯，最終選擇以4月的新西蘭盃作爲年度首戰。然而於比賽途中，其完全未能跑出以往水準之下於直路失速，最終以第十一大敗。
5月8日出戰NHK一哩賽，比賽初段因漏閘需要於後方位置追走，並於比賽途中一直保持穩定的節奏。進入直路後，其一度被前方的賽駒阻擋無法衝出，雖然其後於內欄位置展開突破，但仍然無法扭轉劣勢下以第三完賽。
完成NHK一哩賽後，實際影響經已累積足夠獎金出戰東京優駿（日本打吡），但陣營考慮其距離適性過後決定安排其轉戰安田紀念，將首次和年長馬匹決戰。比賽開始後，其處於第三左右的位置展開推進，並於比賽途中保持均速。進入直路後，其順利加速超越前方帶頭的賽駒，雖然於直路中段右前腳發生蹄鐵跌落的事故，但其仍然可以繼續保持速度，最終成功抵擋後方廄侶強勁回報及第三人氣笑臉傑克的追擊，以第九人氣爆冷奪得首個一級賽冠軍，亦爲日本於1984年引入分級制後首匹勝出安田紀念的3歲馬。

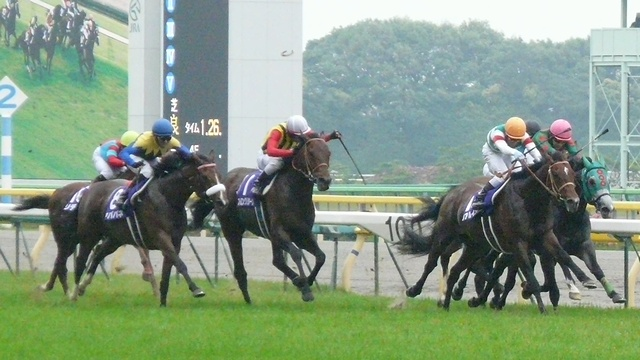
出戰安田紀念的實際影響

入秋後以每日王冠作爲年度首戰，繼續採用先行戰術之下一度取得領先，但其後被外檔加速的夜之影超越，最終以頸位遺負得第二。
其後出戰一哩冠軍賽及阪神盃，然而均未能保持速度下分別以第五及第十落敗。

### 4歲
2012年以中山紀念作爲首戰，縱然其一直保持於第三的先頭位置，但於直路上始終無法縮窄和領放馬國際高球的差距，後續更被後方的 聯邦之威超越，最終以第三完賽。
4月22日出戰讀賣盃，賽前獲得第一人氣，然而於直路上無法保持速度，結果大幅失速下不斷被對手超越，最終以包尾第十八大敗收場。
其後於年內出戰安田紀念、每日王冠及一哩冠軍賽均未能回復狀態，分別獲得第六、第四及第五。

### 5歲
2013年年初其先於東京新聞盃中因失速以第十一落敗，其後出戰中山紀念亦因無法進一步加速而僅獲得第八。
3月31日出戰打吡公爵挑戰盃，再度因爲直線失速而以第十二大敗。
其後經過約半年的休養，於富士錦標復出並僅敗於碧海銀鯊取得第二，但於一哩冠軍賽表現再度失準僅取得第十。
12月23日出戰阪神盃，由莫雅策騎之下改用領放戰術，成功於比賽途中一放到底帶領馬群進入直路，最終亦成功阻止後方禮貌周到的追擊，最終以頸位壓贏對手取得暌違2年半的勝利。

### 6歲
進入2014年後，其表現再度下滑，於春季出戰海洋錦標及高松宮紀念分別僅取得第八及第九的平淡戰績，其後於安田紀念更以第十三大敗。
入秋後爲求挑戰出戰公開賽首都錦標，然而於其中僅獲得第六。
其後出戰阪神盃，於此賽事發揮優秀的表現，成功以鼻位險勝李察先生並達成連霸。

### 7歲
2015年年初，陣營宣佈將安排其遠征澳洲，並以唐卡士打一哩賽作爲主要目標。
到達當地後，陣營決定先安排其出戰3月21日的佐治萊德錦標，作爲其於澳洲的首場賽事。比賽開始後，其隨即發揮優勢的反應積極地搶佔位置，並於進入直路後成功加速衝出，最終壓過所有對手再度奪得一級賽冠軍。
4月6日按照計劃出戰唐卡士打一哩賽，於其中再度發揮良好表現，最終僅敗於火山群島取得第二。
然而回國後再度陷入低潮，出戰安田紀念以第十二落敗，其後於秋季的每日王冠及一哩冠軍賽亦僅跑獲第十二及第八。
完成一哩冠軍賽後，陣營考慮其近戰戰績及年齡等因素，決定安排其退役並於11月28日取消日本中央競馬會的賽駒註冊。

### 詳細賽績
| 日期       | 舉辦國家 | 馬場   | 距離   | 級別 | 賽事名稱       | 負重 | 騎師     | 馬號 | 出馬 | 名次 | 時間     | 頭馬（二馬）        |
| ---------- | -------- | ------ | ------ | ---- | -------------- | ---- | -------- | ---- | ---- | ---- | -------- | ------------------- |
| 14/10/2010 | 日本     | 東京   | 草1400 |      | 2歲新馬        | 55   | 後藤浩輝 | 13   | 14   | 1    | 1:24.8   | （Cosmo Solferino） |
| 13/11/2010 | 日本     | 東京   | 草1400 | GII  | 京王盃兩歲錦標 | 55   | 後藤浩輝 | 3    | 15   | 2    | 1:21.9   | 大賽波士            |
| 19/12/2010 | 日本     | 中山   | 草1600 | GI   | 朝日盃未來錦標 | 55   | 貝利     | 5    | 16   | 2    | 1:34.0   | 大賽波士            |
| 9/4/2011   | 日本     | 阪神   | 草1600 | GII  | 新西蘭盃       | 56   | 内田博幸 | 16   | 18   | 11   | 1:35.0   | Eishin Osman        |
| 8/5/2011   | 日本     | 東京   | 草1600 | GI   | NHK一哩賽      | 57   | 内田博幸 | 1    | 18   | 3    | 1:32.5   | 大賽波士            |
| 5/6/2011   | 日本     | 東京   | 草1600 | GI   | 安田紀念       | 54   | 戶崎圭太 | 14   | 18   | 1    | 1:32.0   | （強勁回報）        |
| 9/10/2011  | 日本     | 東京   | 草1800 | GII  | 每日王冠       | 57   | 岩田康誠 | 7    | 11   | 2    | 1:46.7   | 夜之影              |
| 20/11/2011 | 日本     | 京都   | 草1600 | GI   | 一哩冠軍賽     | 56   | 福永祐一 | 8    | 18   | 5    | 1:34.3   | 榮進神駒            |
| 17/12/2011 | 日本     | 阪神   | 草1400 | GII  | 阪神盃         | 56   | 福永祐一 | 1    | 18   | 10   | 1:21.4   | 聖卡羅              |
| 26/2/2012  | 日本     | 中山   | 草1800 | GII  | 中山紀念       | 57   | 岩田康誠 | 2    | 11   | 3    | 1:48.1   | 聯邦之威            |
| 22/4/2012  | 日本     | 京都   | 草1600 | GII  | 讀賣盃         | 58   | 岩田康誠 | 14   | 18   | 18   | 1:34.8   | 國際高球            |
| 3/6/2012   | 日本     | 東京   | 草1600 | GI   | 安田紀念       | 58   | 岩田康誠 | 15   | 18   | 6    | 1:31.9   | 強勁回報            |
| 7/10/2012  | 日本     | 東京   | 草1800 | GII  | 每日王冠       | 57   | 岩田康誠 | 10   | 16   | 4    | 1:45.3   | 機伶獵駒            |
| 19/11/2012 | 日本     | 京都   | 草1600 | GI   | 一哩冠軍賽     | 57   | 莫雅     | 10   | 18   | 5    | 1:33.2   | 瑞士名錶            |
| 3/2/2013   | 日本     | 東京   | 草1600 | GIII | 東京新聞盃     | 56   | 麥當能   | 13   | 16   | 11   | 1:34.1   | 亞瑟神劍            |
| 24/2/2013  | 日本     | 中山   | 草1800 | GII  | 中山紀念       | 57   | 内田博幸 | 2    | 15   | 8    | 1:47.8   | 中山騎士            |
| 31/3/2013  | 日本     | 中山   | 草1600 | GIII | 打吡公爵挑戰盃 | 58   | 和田龍二 | 9    | 16   | 12   | 1:33.3   | 東京光環            |
| 10/10/2013 | 日本     | 東京   | 草1600 | GIII | 富士錦標       | 58   | 戶崎圭太 | 12   | 15   | 2    | 1:33.6   | 碧海銀鯊            |
| 17/11/2013 | 日本     | 京都   | 草1600 | GI   | 一哩冠軍賽     | 57   | 戶崎圭太 | 18   | 18   | 10   | 1:33.2   | 太陽神驥            |
| 23/12/2013 | 日本     | 阪神   | 草1400 | GII  | 阪神盃         | 57   | 莫雅     | 10   | 18   | 1    | 1:21.4   | （禮貌周到）        |
| 8/3/2014   | 日本     | 中山   | 草1200 | GIII | 海洋錦標       | 57   | 戶崎圭太 | 11   | 16   | 8    | 1:09.6   | 獵戶星座            |
| 30/3/2014  | 日本     | 中京   | 草1200 | GI   | 高松宮紀念     | 57   | 戶崎圭太 | 6    | 18   | 9    | 1:13.3   | 李察先生            |
| 8/6/2014   | 日本     | 東京   | 草1600 | GI   | 安田紀念       | 58   | 戶崎圭太 | 4    | 17   | 13   | 1:38.4   | 一路通              |
| 30/11/2014 | 日本     | 東京   | 草1600 | OP   | 首都錦標       | 58   | 莫雅     | 6    | 16   | 6    | 1:33.8   | Shelby              |
| 27/12/2014 | 日本     | 阪神   | 草1400 | GII  | 阪神盃         | 57   | 布宜學   | 8    | 18   | 1    | 1:20.7   | （李察先生）        |
| 21/3/2015  | 澳洲     | 玫瑰崗 | 草1500 | GI   | 佐治萊德錦標   | 59   | 麥道朗   | 4    | 14   | 1    | 1:28.29  | （模範駒）          |
| 6/4/2015   | 澳洲     | 蘭域   | 草1600 | GI   | 唐卡士打一哩賽 | 55   | 麥道朗   | 4    | 20   | 2    | 紀錄缺失 | 火山群島            |
| 7/6/2015   | 日本     | 東京   | 草1600 | GI   | 安田紀念       | 58   | 内田博幸 | 9    | 17   | 12   | 1:32.9   | 滿樂時              |
| 11/10/2015 | 日本     | 東京   | 草1800 | GII  | 每日王冠       | 58   | 李慕華   | 10   | 13   | 12   | 1:46.6   | 榮進之光            |
| 22/11/2015 | 日本     | 京都   | 草1600 | GI   | 一哩冠軍賽     | 57   | 布文     | 13   | 18   | 8    | 1:33.3   | 滿樂時              |

## 退役後
退役後，實際影響成爲了配種馬，於北海道安平町社台Stallion Station休養，在2016年配種，首批子嗣於2017年出生。首批子嗣可於2019年出賽。2020年5月10日，禮讚歌詠於NHK一哩賽取勝，成爲首匹勝出分級賽及一級賽的實際影響子嗣。
2021年其被轉移至北海道新冠町優駿Stallion Station休養，繼續進行配種工作。

### 主要子嗣

#### 一級賽優勝子嗣
粗體字為一級賽
2017年生
- 禮讚歌詠（NHK一哩賽、京王盃春季盃）

#### 分級賽優勝子嗣
2017年生
- Lunar Impact（ 西澳橡樹大賽）
- 盧比伯爵（ 勝利錦標）

2020年生
- 魔族美妙（鬱金香賞、葵葉錦標、夏季短途錦標）

## 血統簡介
父系大震撼爲日本賽駒，爲日本賽馬史上第二匹無敗三冠馬，生涯出戰十四場賽事僅得兩場未能勝出，退役後配種成績亦極爲優秀。祖父週日寧靜是美國三冠賽雙軍馬，退役後在日本配種，在日本馬壇相當成功，贏得多項分級賽事，其子嗣贏得巨額獎金。
母系Tokio Reality爲美國生產的日本賽駒，生涯戰績不佳僅勝出條件戰級別的賽事。外祖父Meadowlake爲美國賽駒，生涯戰績優秀，曾勝出一級賽雅靈頓華盛頓未來錦標。

### 血統表
| 父線：週日寧靜系（Halo系）            |                               |                   |                 |
| 種馬 大震撼 2002年（棗色）            | 週日寧靜 1986年（棕色）       | Halo              | Hail to Reason  |
| 種馬 大震撼 2002年（棗色）            | 週日寧靜 1986年（棕色）       | Halo              | Cosmah          |
| 種馬 大震撼 2002年（棗色）            | 週日寧靜 1986年（棕色）       | Wishing Well      | Understanding   |
| 種馬 大震撼 2002年（棗色）            | 週日寧靜 1986年（棕色）       | Wishing Well      | Mountain Flower |
| 種馬 大震撼 2002年（棗色）            | 風中秀髮 1991年（棗色）       | Alzao             | 利法爾          |
| 種馬 大震撼 2002年（棗色）            | 風中秀髮 1991年（棗色）       | Alzao             | Lady Rebecca    |
| 種馬 大震撼 2002年（棗色）            | 風中秀髮 1991年（棗色）       | Burghclere        | Busted          |
| 種馬 大震撼 2002年（棗色）            | 風中秀髮 1991年（棗色）       | Burghclere        | Highclere       |
| 繁殖雌馬 Tokio Reality 1994年（栗色） | Meadowlake 1983年（栗色）     | Hold Your Peace   | Speak John      |
| 繁殖雌馬 Tokio Reality 1994年（栗色） | Meadowlake 1983年（栗色）     | Hold Your Peace   | Blue Moon       |
| 繁殖雌馬 Tokio Reality 1994年（栗色） | Meadowlake 1983年（栗色）     | Suspicious Native | Raise a Native  |
| 繁殖雌馬 Tokio Reality 1994年（栗色） | Meadowlake 1983年（栗色）     | Suspicious Native | Be Suspicious   |
| 繁殖雌馬 Tokio Reality 1994年（栗色） | What a Reality 1978年（栗色） | In Reality        | Intentionally   |
| 繁殖雌馬 Tokio Reality 1994年（栗色） | What a Reality 1978年（栗色） | In Reality        | My Dear Girl    |
| 繁殖雌馬 Tokio Reality 1994年（栗色） | What a Reality 1978年（栗色） | What Will be      | Crozier         |
| 繁殖雌馬 Tokio Reality 1994年（栗色） | What a Reality 1978年（栗色） | What Will be      | Solabar         |
| 雌系：號族：3-l                       |                               |                   |                 |
| 五代內近親交配：Nothirdchance 5×5     |                               |                   |                 |

## 命名由來
名字中，Real（リアル）聯想自母系Tokio Reality之名字，Impact（インパクト）則繼承自父系大震撼之名字，兩部分結合後的意思是：「真實的衝擊」，香港則取此意思，翻譯為「實際影響」。

## 外部連結
- 實際影響 netkeiba.com （页面存档备份，存于）
- 血統表 （页面存档备份，存于）